# Dorijn Curvers
Dorijn Curvers (Nieuwer-Amstel, 10 januari 1961) is een Nederlands actrice. In 1982 was Curvers te zien in de film De smaak van water, waarin ze naast Gerard Thoolen en Olga Zuiderhoek speelde. Curvers was in 1990 te zien in de miniserie De Brug als Marieke Joosten. Twee jaar later speelde ze een rol in de bekroonde serie Bureau Kruislaan.
In 1998 speelde Curvers de rol van Mirjam Huberts in de Veronica-soap Onderweg naar Morgen. Vier jaar later speelde ze een rol in de dramaserie Westenwind als Ilona Mulder. In deze dramaserie speelde ze een lesbisch stel met actrice Inge Ipenburg.
In datzelfde jaar was Curvers te zien als koningin Beatrix in de speelfilm Ja zuster, nee zuster. Twee jaar later speelde ze een grote gastrol in Missie Warmoesstraat als Karin Joosten.
In 2012 heeft zij een rol gespeeld in Flikken Maastricht als Gwendolyn Corsteen. Een lid van de COSA-kring.

## Rollen

### Film
- De gelukkige huisvrouw (2010) - Joke
- Ja zuster, nee zuster (2002) - Beatrix der Nederlanden
- Op hoop van zegen (1986) - Marietje

### Televisie
- Jipsloop (1984-1986) - Jipsloop
- Max Laadvermogen afl. 12 Elektrische Lading (1986) - Fifi
- Moordspel afl. 5 Te hard akkoord (1987) - Toni
- De Brug (1990) - Marieke Joosten-de Haan
- Bureau Kruislaan (1992-1995) - Lucy Akkermans
- De Zevenmijlskoffers(1940) - vluchtelinge uit voormalig Joegoslavië
- Tegen wil en dank (1994-1995) - Hanna
- Westenwind (2002) - Ilona Mulder
- Missie Warmoesstraat (2004-2005) - Karin Joosten
- Spoorloos verdwenen (2007) - Dorien Hendrix
- Keyzer & De Boer Advocaten (2008) - Wilma Derksen
- Flikken Maastricht (2012) - Gwendolyn Corsteen
- Bagels & Bubbels (2015) - Buurvrouw Nel